# Barbula leucodontoides
Barbula leucodontoides là một loài Rêu trong họ Pottiaceae. Loài này được (Gangulee) Gangulee mô tả khoa học đầu tiên năm 1972.